# Fundação Cultural Ema Gordon Klabin
A Fundação Cultural Ema Gordon Klabin é um museu brasileiro, localizado na cidade de São Paulo, no bairro Jardim Europa. Criada em 1978, é uma instituição particular sem fins lucrativos, declarada de utilidade pública federal, que tem por objetivo conservar e divulgar o acervo artístico, histórico e científico reunido ao longo de mais de 70 anos pela empresária, mecenas e colecionadora Ema Gordon Klabin, além de promover atividades culturais e educativas. Está aberta para visitação pública desde 2007.
A coleção possui mais de 1500 peças, oriundas de quatro continentes e diversas civilizações, com grande ênfase na arte europeia e brasileira, importantes núcleos de arte asiática, arte africana e artes decorativas e obras da Antiguidade Clássica e do período pré-colombiano, cobrindo um arco temporal de mais de 3500 anos.

## História

### Nota biográfica de Ema Klabin

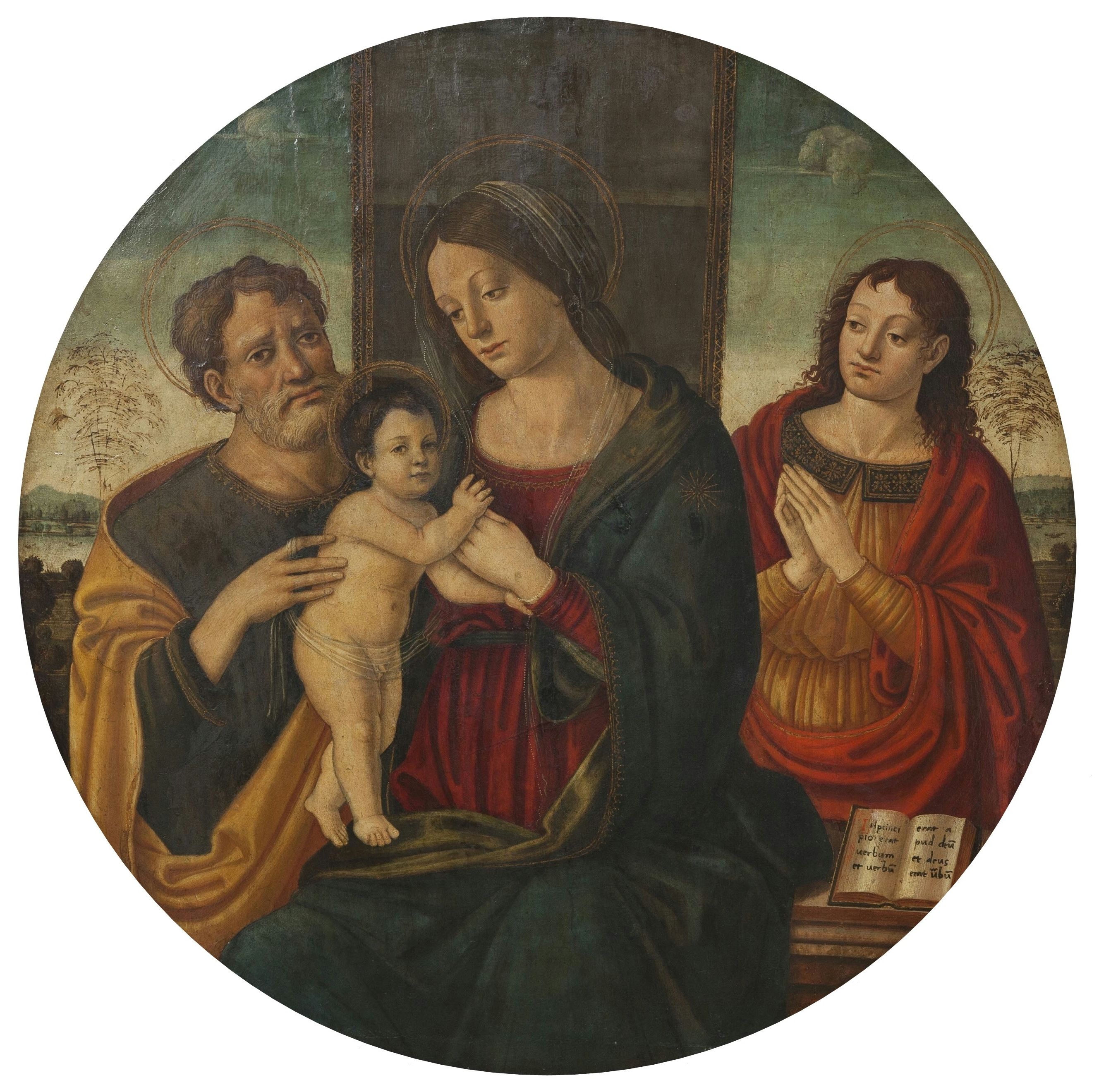
Raffaellino del Garbo (italiano, 1466-1524). Virgem com o Menino, São José e São João Evangelista. Óleo sobre madeira, diâmetro 85cm.

Nascida no Rio de Janeiro em 1907, Ema Gordon Klabin era a segunda filha dos imigrantes lituanos Fanny e Hessel Klabin. Seu pai foi um dos fundadores das indústrias de papel e celulose Klabin – a maior produtora e exportadora de papéis do Brasil. Na infância, residiu com a família em São Paulo, no bairro de Santa Cecília. Durante a juventude, Ema foi educada na Europa, visitando frequentemente o Brasil. Sob tutela de professores particulares, tornou-se admiradora de artes plásticas, ópera e música. Demonstra desde cedo apreço pelo colecionismo, adquirindo serviços de porcelana e prataria, tapetes e objetos de arte oriental.
Em 1946, Hessel Klabin falece, legando às filhas Ema e Eva Klabin todos os seus bens e nomeando Ema como sua sucessora no conselho da empresa. Sem planos de constituir uma família, Ema passou a se dedicar à atividade empresarial e às atividades filantrópicas e culturais de São Paulo. De forma semelhante ao que fazia sua irmã Eva, radicada no Rio de Janeiro desde 1933, dedicou-se também a ampliar sua coleção de arte, principalmente com aquisições feitas em suas freqüentes viagens à Europa e aos Estados Unidos.
Em 1948, Ema encomendou estudos arquitetônicos para a construção de uma nova residência no terreno que herdara do pai no Jardim Europa, com o objetivo de albergar sua crescente coleção. Dentre os vários estudos apresentados, escolheu o projeto de estilo eclético do engenheiro-arquiteto Alfredo Ernesto Becker, autor de diversas residências no mesmo bairro. Anos mais tarde, construiria ainda uma residência de veraneio em Campos do Jordão, quando não havia mais espaço em sua casa para abrigar as novas peças.
Ema teve uma ativa participação na vida cultural da cidade. Foi membro dos conselhos da Fundação Bienal de São Paulo, do MASP, do Museu de Arte Moderna de São Paulo. Colaborou na criação do Museu Lasar Segall e da Fundação Magda Tagliaferro, foi sócia da Sociedade Cultura Artística e da Orquestra Filarmônica de São Paulo, entre outros. Sua casa converteu-se em um ativo ponto de encontro de importantes personalidades do mundo da política, dos negócios e das artes.
Na década de 70, sem ter herdeiros diretos e preocupada com o destino de sua coleção, Ema passou a consultar especialistas para auxiliá-la na escolha das instituições aptas a receber coleção. O trágico incêndio do MAM carioca em 1978, no entanto, fez com que optasse por criar uma instituição destinada a preservar o acervo reunido e tornar sua casa um museu aberto à visitação pública, como sua irmã Eva faria mais tarde, no Rio de Janeiro.
Bastante abatida após a morte de sua irmã, em 1991, Ema faleceu em sua casa em 27 de janeiro de 1994, aos 87 anos de idade.

### A Fundação

Giovanni Battista Gaulli (italiano, 1639 -1709). Triunfo de Baco e Ariadne, c. 1675. Óleo sobre tela, 104,0 x 123,3 cm.

A Fundação Cultural Ema Gordon Klabin foi instituída em 1978, como desejo da colecionadora de perpetuar sua coleção. É uma instituição de jurisdição privada, declarada de utilidade pública federal, com o objetivo de promover e divulgar atividades de caráter artístico, científico e cultural; conservar, pesquisar e expor o acervo reunido por Ema Klabin e garantir o acesso público à coleção.
Após o falecimento de Ema Klabin, a casa permaneceu fechada por três anos, até que se iniciassem os trabalhos de catalogação e pesquisa do acervo, em 1997, sob coordenação do arquiteto Paulo de Freitas Costa, curador da instituição.
A Fundação pode ser definida como uma casa-museu, ou museu de colecionador, onde se preserva, além dos acervos reunidos, o caráter original da coleção, decorrente da personalidade de sua criadora, expresso na preservação dos cenários e na apresentação conjunta das peças - de forma semelhante aos Museus Castro Maya, no Rio de Janeiro, e à Fundação Maria Luisa e Oscar Americano, em São Paulo.

## A casa
O imóvel-sede da Fundação Ema Klabin localiza-se à Rua Portugal, em São Paulo. A residência de 900 metros quadrados de área construída fica dentro de um terreno de 4.000 metros quadrados, localizado no Jardim Europa. Foi cuidadosamente projetada e construída pelo engenheiro-arquiteto Alfredo Ernesto Becker na década de 50, com o objetivo de abrigar a coleção. Possui estilo eclético, inspirado nos pavilhões palacianos europeus, notadamente, no Palácio de Sanssouci, em Potsdam, na Alemanha, freqüentado por Ema em sua juventude.
A construção, com um único pavimento, organiza-se a partir de uma longa galeria semicircular, voltada para a face norte e para o amplo jardim, projetado por Burle Marx, e em torno da qual se distribuem todos os outros cômodos. Apesar da escala monumental, expressa no pé-direito de quase cinco metros, a residência possui poucos ambientes. A ala social engloba o vestíbulo e o hall de entrada; o salão e a sala de música anexa; a biblioteca e a sala de jantar. A ala íntima conta apenas com o amplo quarto principal e dois dormitórios para hóspedes.

## O acervo

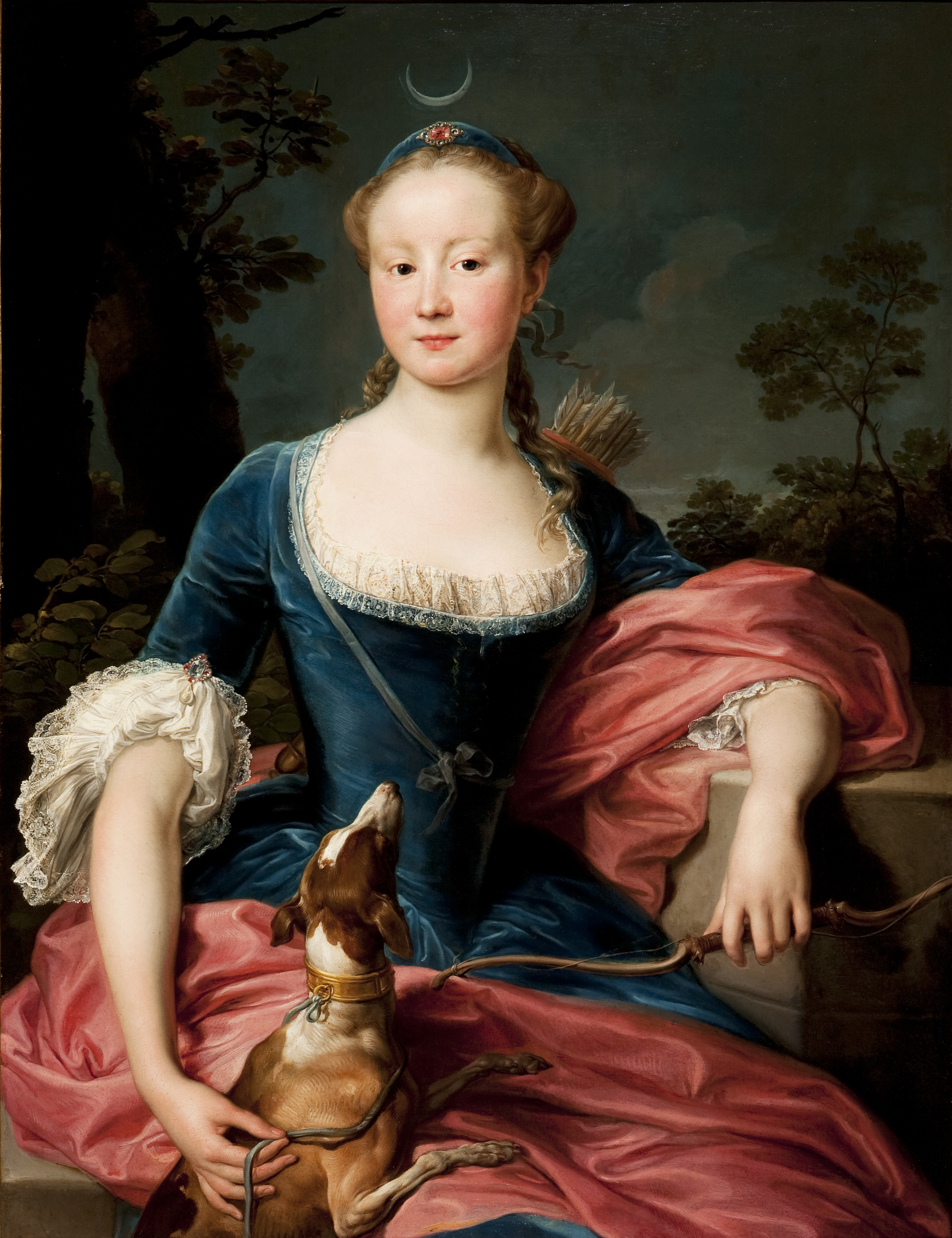
Pompeo Batoni. Retrato de Dama como Diana Caçadora (década de 1760)

A Fundação Ema Klabin conserva um acervo de 1545 peças reunidas por Ema Gordon Klabin ao longo de toda sua vida. As obras abrangem quase toda a história da civilização ocidental, desde as civilizações grega e etrusca até os grandes mestres europeus, com importantes obras das escolas italiana, francesa, holandesa e flamenga, além de expressivas telas de artistas da Escola de Paris. As culturas orientais estão presentes por meio das inúmeras peças chinesas e de outras civilizações do sudeste asiático. Peças exóticas de arte africana e de arte pré-colombiana completam o conjunto, que conta, ainda, com um núcleo numericamente bastante expressivo de peças de arte decorativa ou aplicada. A trajetória da arte brasileira também está delineada na coleção, que contém desde peças religiosas e mobiliário do período colonial até obras significativas de grandes expoentes do modernismo. Vale ainda destacar a coleção de livros raros, que engloba desde manuscritos e iluminuras até exemplares dos primeiros livros impressos (incunábulos), brasiliana e edições de luxo.

### Arte europeia
A coleção de arte europeia da Fundação Ema Klabin caracteriza-se pela ênfase na produção artística das escolas italiana, francesa e holandesa. No segmento referente à arte italiana, o Renascimento encontra-se representado nas obras de Raffaellino del Garbo e Giacomo Francia; e o Maneirismo no Retrato de dama florentina de Alessandro Allori. O Barroco e o Rococó estão exemplificados em cenas religiosas, mitológicas e retratos executados por artistas como Giovanni Battista Gaulli, Sebastiano Ricci e Pompeo Batoni.

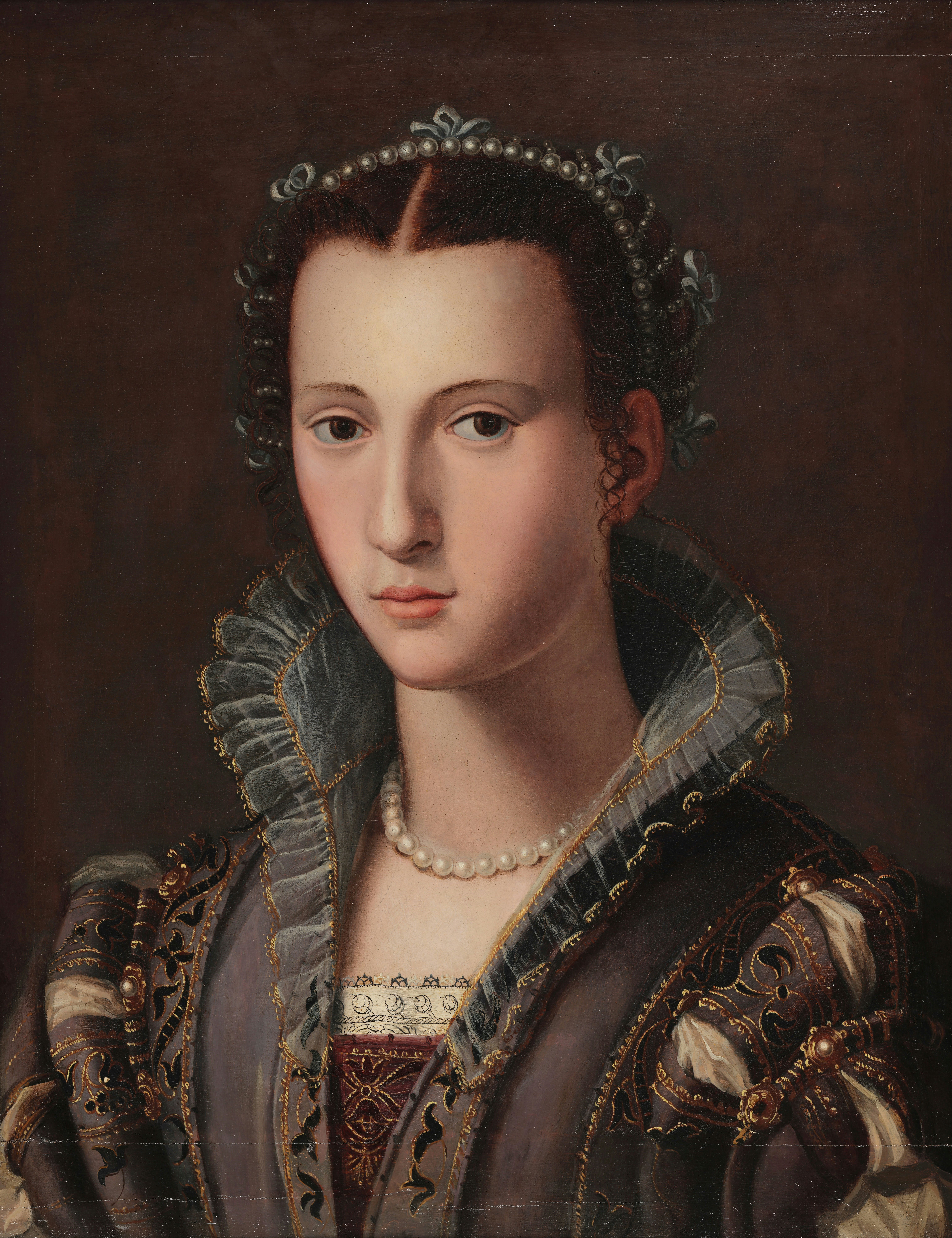
Alessandro Allori. Retrato de Dama Florentina (século XVI)

No núcleo referente à arte francesa, Paisagem pastoral de Claude Lorrain exemplifica o Barroco, ao passo que o Rococó se faz presente nas obras de Pierre Gobert, Charles Eisen, Gabriel Briard e Jean-Baptiste Greuze. O academicismo oitocentista está documentado nas telas de Benjamin Fichel e Nicolas-Antoine Taunay, e o Impressionismo na Natureza-morta de Renoir. Há um amplo grupo de obras da Escola de Paris, de artistas como Vlaminck, Soutine e Marc Chagall.
O núcleo referente à arte holandesa e flamenga apresenta um panorama abrangente dessas escolas, contando com pinturas de gênero, paisagens, retratos e naturezas-mortas, datados do século XV ao XVII. Do Renascimento e Maneirismo, há pinturas de Dirk Bouts e Jan Brueghel, o Velho. O "Século de Ouro" está amplamente documentado nas obras de David Teniers, Abraham Brueghel, Jan Wyck, Adriaen van Ostade, Abraham Hondius, David Ryckaert, o Jovem e Philips Wouwerman. Destacam-se ainda duas importantes telas de Frans Post, com destaque para Vista de Olinda.
Há ainda um amplo conjunto de desenhos e gravuras - executados por artistas do porte de Rembrandt, Jan van Goyen, Albrecht Dürer, Goya, Pablo Picasso e Marc Chagall; além de iluminuras, ícones russos e estatuetas de caráter religioso.

### Arte brasileira
No segmento referente à arte brasileira, sobressai um conjunto de imagens sacras e mobiliário do período colonial de grande importância, com destaque para peças de autoria do Mestre Valentim, provenientes da demolição da Igreja de São Pedro dos Clérigos, no Rio de Janeiro. Outro núcleo importante é formado por obras exponenciais de artistas das primeiras gerações do modernismo brasileiro, como Portinari, Di Cavalcanti, Lasar Segall, Tarsila do Amaral, Bruno Giorgi e Victor Brecheret.
Merece destaque ainda uma ampla coleção de gravuras, estudos para ilustrações, aquarelas e desenhos de artistas modernos e contemporâneos como Clóvis Graciano, Iberê Camargo, Maria Bonomi, Marcelo Grassmann e Poty Lazzarotto.

### Artes decorativas
A Fundação Ema Klabin mantém um expressivo acervo de artes decorativas e aplicadas, abrangendo lustres, tapetes, tapeçarias, espelhos, porcelanas, cristais, móveis e prataria, capazes de apresentar a evolução dessas artes na história e revelar usos e costumes de gerações passadas. A maior parte das obras provém da Europa e do Brasil, tendo sido produzidas entre os séculos XV e XX. Destacam-se as coleções de prataria, com cerca de 150 peças, originárias principalmente da Inglaterra, Portugal e Brasil; e a de mobiliário europeu e brasileiro, com mais de 70 peças datadas do século XVI ao início do século XX; além de maiólicas, cofres-relicários e oratórios.

### Antiguidade Clássica
O núcleo referente à Antiguidade Clássica no acervo da Fundação Ema Klabin é composto por peças de cerâmica, terracota, bronze e mármore, oriundas das civilizações etrusca, grega, romana e fenícia, e datadas entre o século IX a.C. e o século II. Merecem destaque o mármore grego Cabeça de Zeus, datado do século V a.C., vasos (aríbalos), ânforas e tânagras de origem greco-romana.

### Arte pré-colombiana
A coleção de artefatos pré-colombianos da Fundação Ema Klabin é composta por estatuetas, vasos, recipientes e objetos religiosos e cerimoniais, oriundos de diversas civilizações, majoritariamente do México e do Peru, e materiais variados, como terracota, cerâmica, madeira e lã. Entre as culturas representadas, merecem destaque as civilizações zapoteca, maia, mochica, chavin, chimu e nazca. Os objetos provêm de relevantes sítios arqueológicos, como Tiwanaku, Chancay e Vale do Nazca.

### Arte oriental
O segmento referente à arte oriental abrange objetos procedentes de diversas civilizações asiáticas, datadas entre o século XIV a.C. até o XX d.C.. São esculturas, pinturas, objetos de uso cerimonial e decorativo, mobiliário e gravuras, de alto valor artístico e arqueológico. A maior parte das peças é de origem chinesa, incluindo um conjunto de bronzes rituais das dinastias Shang (1766–1122 a.C.) e Chou (1046–256 a.C.), peças de caráter votivo e funerário da Dinastia Tangue (618–907) e estatuetas da Dinastia Mingue (1368–1644). Há também importantes conjuntos relativos à arte japonesa (estatuetas do Período Camacura (1185–1333), netsuquês e oquimonos) e à arte indiana (obras do Império Mogol e artefatos religiosos), e outros objetos procedentes de culturas do sudeste asiático (Camboja e Tailândia), da Turquia e do Tibete.

### Arte africana
A coleção de arte africana da Fundação Ema Klabin reúne peças de cunho religioso e ritual, executadas em madeira, marfim, bronze e ferro, de inúmeros grupos étnicos da África Ocidental (iorubás, congos, tabuás, cubas, baúles, axântis, mossis, etc), oriundos de países como Nigéria, República Democrática do Congo, Etiópia, Costa do Marfim, Gana e Burkina Faso, entre outros. Destacam-se os objetos cerimoniais ligados à fertilidade, figuras rituais, máscaras e adereços.

### Biblioteca
A Biblioteca da Fundação Ema Gordon Klabin conta com um acervo de 3.000 volumes. Merece destaque a significativa coleção de livros raros, que engloba desde manuscritos iluminados até os primeiros exemplares do livro impresso (incunábulos e edições Aldinas), bem como relatos de viajantes europeus pelo Brasil, datados do século XVI ao XIX, incluindo obras de Tevet, Montanus, Southey, Blaeu, Maria Graham, Spix e Martius. O acervo conta ainda com edições de luxo ilustradas por artistas de destaque, incluindo as edições realizadas pela "Sociedade dos Cem Bibliófilos do Brasil".

### Curiosidades
- Assinada pelo engenheiro-arquiteto Alfredo Ernesto Becker, a Casa-Museu Ema Klabin teve como inspiração o Palácio de Sanssouci, em Potsdam, perto de Berlim, frequentado por Ema em sua juventude. A mansão levou mais de dez anos para ficar pronta.[1]
- As obras foram adquiridas por Ema Klabin em galerias e antiquários do mundo inteiro. Uma das primeiras compras, em 1948, foi realizada por indicação de Pietro Maria Bardi, que então iniciava a formação do acervo do MASP.[1]
- Em formato sinuoso e com um deslumbrante lago com carpas, o jardim de Ema Klabin foi projetado por um dos mais importantes arquitetos paisagistas do século XX, Roberto Burle Marx.[1]
- No acervo da Fundação, há peças de grande valor histórico como ´Vista de Olinda´ (1650), de Frans Post, uma das primeiras pinturas feitas sobre o Brasil. O quadro fez parte de uma leva de presentes dados pelo conde Maurício de Nassau, que governou o Brasil holandês entre 1637 e 1644, ao rei francês Luís XIV.[1]
- Ema Klabin também colecionava orquídeas e chegou a ter mais de 400 vasos em seu orquidário, com espécies trazidas de todo o mundo. Registrava todas as florações em seus cadernos e chegou a ter vasos premiados em exposições.[1]
- Ema registrava todos os seus requintados jantares em um caderno especial, onde anotava desde as porcelanas e pratarias utilizadas, até o menu, toalhas, vinhos e arranjos de flores (tiradas do seu próprio jardim). Recebeu sempre visitas ilustres como Assis Chateaubriand, Magda Tagliaferro, João Carlos Martins e José Mindlin, entre outros. Atualmente, a cada semestre, a mesa da casa-museu ainda é posta reproduzindo um desses jantares.[1]
- Para montar sua biblioteca, com 3 mil volumes, Ema recebeu inicialmente a orientação do bibliófilo José Mindlin. O acervo possui livros raros, abrangendo desde manuscritos iluminados e os primeiros exemplares do livro impresso (incunábulos e edições aldinas), até relatos de viajantes europeus pelo Brasil, datados do século XVI ao XIX, bem como diversas edições ilustradas de luxo, como a coleção dos Cem Bibliófilos do Brasil.[1]
- Ema dedicou-se a inúmeras atividades filantrópicas e assistenciais, dentre as quais se destaca a doação do terreno para a construção do Hospital Israelita Albert Einstein, em São Paulo.[1]
- A coleção de Ema Klabin possui um caráter panorâmico e histórico, com muitas preciosidades. A peça mais antiga é uma taça chinesa em bronze do século XIV antes de Cristo, e a mais recente é uma gravura de Renina Katz de 1987. Entre uma e outra, são quase 3.400 anos de história e de arte.[1]
- Na década de 70, sem ter herdeiros diretos e preocupada com o destino de sua coleção, a colecionadora passou a consultar especialistas para auxiliá-la na escolha das instituições aptas a receber coleção. O incêndio do Museu de Arte Moderna do Rio, MAM (1978), no entanto, fez com que optasse por criar em sua casa um museu aberto à visitação pública.[1]